# Ontario (New York)
Ontario város az USA New York államában, Wayne megyében. Lakosainak száma 10 446 fő (2020. április 1.).  Hozzátartozik a szintén Ontario nevű statisztikai település.

## Népesség
A település népességének változása:
| Lakosok száma | 2233 | 10 136 | 10 446 |
|               | 1820 | 2010   | 2020   |